# Kalyandurg
Kalyandurg är en ort i Indien.   Den ligger i distriktet Anantapur och delstaten Andhra Pradesh, i den södra delen av landet, 1 600 km söder om huvudstaden New Delhi. Kalyandurg ligger 592 meter över havet och antalet invånare är 29 272.
Terrängen runt Kalyandurg är huvudsakligen platt. Kalyandurg ligger uppe på en höjd. Runt Kalyandurg är det ganska tätbefolkat, med 149 invånare per kvadratkilometer. Det finns inga andra samhällen i närheten. Trakten runt Kalyandurg består till största delen av jordbruksmark.